# Dakari Johnson
Pour les articles homonymes, voir Johnson.
Dakari Naeem Johnson, né le 22 septembre 1995 à Brooklyn, New York, est un joueur américain de basket-ball. Il évolue au poste de pivot.

## Clubs successifs
- 2013-2015 :  Wildcats du Kentucky (NCAA).

## Statistiques

### Universitaires
Les statistiques en matchs universitaires de Dakari Johnson sont les suivants :
| Année     | Équipe   | Matches | Titul. | Min./m. | %tir | %3pts | %l-f | rbds/m. | pass/m. | int/m. | ctr/m. | pts/m. |
| --------- | -------- | ------- | ------ | ------- | ---- | ----- | ---- | ------- | ------- | ------ | ------ | ------ |
| 2013-2014 | Kentucky | 39      | 18     | 14,1    | 56,9 | 0,0   | 44,7 | 3,95    | 0,28    | 0,23   | 0,59   | 5,18   |
| 2014-2015 | Kentucky | 39      | 0      | 16,3    | 50,6 | 0,0   | 62,5 | 4,62    | 0,74    | 0,36   | 0,90   | 6,36   |
| Total     |          | 78      | 18     | 15,2    | 53,7 | 0,0   | 55,9 | 4,28    | 0,51    | 0,29   | 0,74   | 5,77   |

## Palmarès
- McDonald's All-American (2013)